# Lübbow
Lübbow là một đô thị của huyện Lüchow-Dannenberg, bang Niedersachsen, Đức. Đô thị này có diện tích 19,52 km².